# Johnny Wilson (giocatore di football americano)
Johnny Wilson (Los Angeles, 3 aprile 2001) è un giocatore di football americano statunitense che milita nel ruolo di wide receiver per i Philadelphia Eagles della National Football League (NFL).

## Biografia
Nasce a Los Angeles da padre statunitense e madre filippina.

## Carriera universitaria
Wilson iniziò la sua carriera nel college football ad Arizona State nel 2020. Nella prima stagione disputò 3 partite, ricevendo 6 passaggi per 89 yard. Nel 2021 ricevette 12 passaggi per 154 yard e un touchdown. A fine anno decise di cambiare istituto.
Wilson alla fine optò per trasferirsi a Florida State. Nella prima stagione con i Seminoles guidò la squadra in ricezioni (43), yard ricevute (897) e touchdown su ricezione (5). Nel 2023 mise a referto 41 ricezioni per 617 yard e 2 touchdown, venendo inserito nella terza formazione ideale della Atlantic Coast Conference. A fine anno decise non scendere in campo nell’Orange Bowl e di passare tra i professionisti.

## Carriera professionistica

### Philadelphia Eagles
Wilson fu scelto nel corso del sesto giro (185º assoluto) dai Philadelphia Eagles del Draft NFL 2024. Nel terzo turno ricevette il primo passaggio da 9 yard dal quarterback Jalen Hurts nella vittoria sui New Orleans Saints. Nella settimana 10 segnò il suo primo touchdown nella vittoria sui Dallas Cowboys.

## Palmarès
- Super Bowl : 1

Philadelphia Eagles: LIX
- National Football Conference Championship:1

Philadelphia Eagles: 2024